# Aerogene Übertragung

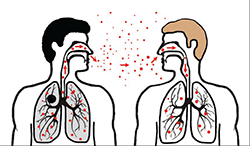
Aerogene Übertragung

Als aerogene Übertragung wird die von einer Infektionsquelle ausgehende Abgabe erregerhältiger Schwebstoffe, ihr Transport über die Luft und die nachfolgende Aufnahme durch einen anderen Wirt bezeichnet.
Übertragen werden können Erreger über Tröpfchen oder Tröpfchenkerne, wobei die aerogene Infektion nur die Übertragung durch Tröpfchenkerne bezeichnet.
- Tröpfchen, siehe Tröpfcheninfektion[2]
- Bioaerosole oder Tröpfchenkerne, siehe Tröpfcheninfektion[2]

Durch die Luft verbreitet werden:
- Schadstoffe und Kampfstoffe, siehe Kontamination
- Pollen
- Masern[3]
- Windpocken[4]
- Influenza[5]
- SARS-CoV-2[6][7]